# Distretto di Dongxiang
Il distretto di Dongxiang (东乡区S, DōngxiāngP) è un distretto della Cina, situato nella provincia di Jiangxi e amministrato dalla prefettura di Fuzhou.